# Pamphilius aucupariae
Pamphilius aucupariae är en stekelart som beskrevs av Vikberg 1971. Pamphilius aucupariae ingår i släktet Pamphilius, och familjen spinnarsteklar. Enligt den finländska rödlistan är arten nära hotad i Finland. Arten har ej påträffats i Sverige. Artens livsmiljö är friska och lundartade moar.